# 第3屆坎城影展
第3屆坎城影展於1949年9月2日至9月17日在法國坎城節慶宮舉行。去年，由於財政問題，沒有舉辦任何影展。
與1947年一樣，本屆影展的整個評審團由法國人組成，歷史學家喬治·豪斯曼擔任評審團主席。金棕櫚獎由英國導演卡洛·李贏得。 本屆影展開幕片是路易·盧米埃執導的1895年喜劇短片——《水澆園丁》，向電影界的第一部喜劇電影致敬。

## 主競賽評審
以下人士被選為長片和短片的評審：
- 喬治·豪斯曼（法语：Georges Huisman）：歷史學家（評審團主席）
- 朱爾·羅曼：作家
- 喬治·皮杜爾女士（Mme. Georges Bidault）
- 喬治·夏倫索（法语：Georges Charensol）：新聞記者
- 保羅·柯林（英语：Paul Colin (artist)）：插畫家
- 羅傑·德索米埃（法语：Roger Désormière）：指揮家
- 吉恩-皮埃爾·弗羅格雷（Jacques-Pierre Frogerais）：製片人
- 艾蒂安·吉爾森：哲學家
- 保羅·戈塞特（法语：Paul Gosset）：政治家
- 喬治·拉吉斯（Georges Raguis）：工會成員
- 勒內·珍妮（英语：Rene-Jeanne）：演員
- 卡洛·里姆（英语：Carlo Rim）：編劇

備選人士
- 吉恩·班諾特-利維（英语：Jean Benoît-Lévy）：導演，製片人
- 居伊·德松（法语：Guy Desson）：政治家
- 亞歷山大·卡門卡（英语：Alexandre Kamenka）：製片人
- 保羅·維內拉斯（法语：Paul Verneyras）：政治家
- 保羅·威爾（Paul Weill）：律師

## 正式競賽長片
以下電影參與角逐金棕櫚獎：
| 中文片名               | 原文片名               | 導演                                                | 製作國        |
| ---------------------- | ---------------------- | --------------------------------------------------- | ------------- |
| 《暴力行為》           | Act of Violence        | 佛烈·辛尼曼                                         | 美国          |
| 《安塔與阿布拉歷險記》 | مغامرات عنتر وعبلة     | 沙拿·阿布·西夫                                      | 埃及          |
| 《堅強的靈魂》         | Almafuerte             | 路易斯·塞薩爾·阿馬多里                              | 阿根廷        |
| 《謀殺案》             | An Act of Murder       | 麥克·戈登                                           | 美国          |
| 《在大露臺上》         | Au grand balcon        | 亨利·德科恩                                         | 法國          |
| 《苦飯》               | Riso amaro             | 朱塞佩·迪·聖提斯                                    | 義大利        |
| 《英雄交響曲》         | Eroica                 | 沃爾特·科爾姆·韋爾特                                | 奥地利        |
| 《國際港口》           | Främmande hamn         | 漢比·福斯特曼                                       | 瑞典          |
| 《金厄姆的女孩》       | Die Buntkarierten      | 寇特・梅茨格                                        | 德国          |
| 《真愛》               | Eine große Liebe       | 漢斯·貝特拉姆                                       | 德国          |
| 《陌生人的房子》       | House of Strangers     | 約瑟夫·曼凱維奇                                     | 美国          |
| 《衣索比亞的照片》     | Images d'Ethiopie      | 保羅·皮瓊尼爾（Paul Pichonnier）                    | 比利时        |
| 《密切關注阿米莉亞》   | Occupe-toi d'Amélie    | 克勞德·奧塔特-拉臘                                  | 法國、 義大利 |
| 《最後的幻覺》         | Der Ruf                | 約瑟夫・馮・巴基                                    | 德国          |
| 《愛的謊言》           | L'amorosa menzogna     | 米开朗基罗·安东尼奥尼                               | 義大利        |
| 《迷失的邊界》         | Lost Boundaries        | 亞佛雷德·L·沃克                                     | 美国          |
| 《我們自己的土地》     | Na svoji zemlji        | 弗兰采·什蒂格利奇                                   | 南斯拉夫      |
| 《隱密的房間》         | Obsession              | 愛德華·迪麥特雷克                                   | 美国、 英国   |
| 《原罪》               | Der Apfel ist ab       | 赫穆特·考特納                                       | 德国          |
| 《情熱的朋友》         | The Passionate Friends | 大衛·連                                             | 英国          |
| 《雷雲》               | Pueblerina             | 艾米利奧・費南德茲                                  | 墨西哥        |
| 《黑桃皇后》           | The Queen of Spades    | 索羅爾德·迪金森                                     | 英国          |
| 《七月的約會》         | Rendez-vous de juillet | 雅克·貝克                                           | 法國          |
| 《回歸生活》           | Retour à la vie        | 喬治·藍龐 让·德雷维尔 安德烈·卡耶特亨利-喬治·克魯佐 | 法國          |
| 《塞爾唐》             | Sertão                 | 若昂·G·馬丁（Joao G. Martin）                       | 巴西          |
| 《站起來》             | The Set-Up             | 勞勃·懷斯                                           | 美国          |
| 《黑獄亡魂》           | The Third Man          | 卡洛·李                                             | 英国          |
| 《馬拉帕加之牆》       | Le Mura di Malapaga    | 勒內·克萊芒                                         | 法國、 義大利 |
| 《沒有榮譽》           | Without Honor          | 歐文·皮爾赫爾                                       | 美国          |

## 非競賽片
| 中文片名               | 原文片名            | 導演            | 製作國 |
| ---------------------- | ------------------- | --------------- | ------ |
| 《通往皮姆利科的護照》 | Passport to Pimlico | 亨利·科尼利厄斯 | 英国   |

## 正式競賽短片
以下電影參與角逐短片金棕櫚獎：
| 中文片名                 | 原文片名                         | 導演                                    | 製作國   |
| ------------------------ | -------------------------------- | --------------------------------------- | -------- |
| 《大地》                 | אדמה                             | 赫爾馬·勒斯基                           | 以色列   |
| 《在搗蛋鬼提爾的土地上》 | Au pays de Thil Uilenspiegel     | 查爾斯·德庫克萊爾                       | 比利时   |
| 《屏障》                 | Barrières                        | 克里斯蒂安-雅克                         | 法國     |
| 《白色紅色》             | Biały redyk                      | 斯坦尼斯瓦夫·莫日登斯基                 | 波蘭     |
| 《甘蔗收割者》           | The Cane Cutters                 | 約翰·黑爾                               |          |
| 《資本計劃》             | A Capital Plan                   | 伯納德·德夫林                           | 加拿大   |
| 《南斯拉夫民間舞蹈》     | Jugoslavenski narodni plesovi    | 魯道夫·斯雷梅克                         | 南斯拉夫 |
| 《上癮》                 | Dépendance                       | 羅伯特·安德森（Robert Anderson）        | 加拿大   |
| 《岌岌可危的命運》       | Destins précaires                | 格蘭特·麥克萊恩                         | 加拿大   |
| 《康復學校》             | Ecole de Rééducation             | 讓·德里馬羅普洛斯（Jean Drimaropoulos） | 希腊     |
| 《陰影的地獄》           | L'enfer des fards                | 吉恩·佩德里克斯                         | 法國     |
| 《致命的招牌》           | The Fatal Signboard              | 約翰·庫伊（John Kooy）                  | 荷蘭     |
| 《大海之火》             | Les feux de la mer               | 讓·愛潑斯坦                             | 法國     |
| 《漂流木材》             | Flotteurs de bois                | 布麗塔·弗雷德                           | 芬兰     |
| 《黃金城》               | Gold Town                        | R·馬斯林·威廉姆斯                       | 英国     |
| 《中世紀影像》           | Images Médiévales                | 威廉·諾維克（William Novik）            | 法國     |
| 《熱帶地區的採訪》       | Une interview sous les tropiques | E·范科尼涅堡（E. van Konijnenburg）     | 荷蘭     |
| 《真是美妙的一天》       | It's a Lovely Day                | 伯特·費爾斯特德（Bert Felstead）        | 英国     |
| 《小狗小姐》             | Mlle Toutouche                   | 威廉·索倫森（Wilhelm Sorensen）         | 瑞典     |
| 《肌肉海灘》             | Muscle Beach                     | 約瑟·史特里克 歐文·勒納                 | 美国     |
| 《抵達的渡輪》           | De nåede færgen                  | 卡爾·希歐多爾·德萊葉                    | 丹麦     |
| 《北岸》                 | La terre de Cain                 | 皮埃爾·佩特爾（Pierre Petel）           | 加拿大   |
| 《海洋氣象船》           | Ocean Weather Ship               | 法蘭克·奇爾頓（Frank Chilton）          | 英国     |
| 《太平洋231》            | Pacific 231                      | 吉恩·米特里                             | 法國     |
| 《野蠻的麵包》           | Le Pain de Barbarie              | 羅傑·林哈特                             | 摩洛哥   |
| 《世界上只有一個人》     | Palle alene i Verden             | 阿斯翠·亨寧·詹森                        | 丹麦     |
| 《威尼斯狂想曲》         | Rhapsodie vénitienne             | 馬克斯·豪夫勒                           | 瑞士     |
| 《海豹島》               | Seal Island                      | 詹姆斯·阿爾加                           | 美国     |
| 《為石油而戰》           | Struggle for oil                 | 謝爾蓋·諾爾班多夫                       | 英国     |
| 《山谷是我們的》         | The Valley is Ours               | 約翰·黑爾                               |          |
| 《沉沒之島，瓦爾赫倫》   | Walcheren, ile noyee             | 查爾斯·胡格諾·范德林登                  | 荷蘭     |
| 《熱拉佐瓦沃拉》         | Żelazowa Wola                    | 尤金紐斯·切卡爾斯基                     | 波蘭     |

## 獎項

### 正式競賽
以下電影和演員獲得了1949年的獎項：
長片
- 金棕櫚獎：《黑獄亡魂》－卡洛·李
- 最佳導演獎：《馬拉帕加之牆（英语：The Walls of Malapaga）》－勒內·克萊芒
- 最佳劇本獎：尤金·林恩（Eugene Ling）和維吉尼亞·謝勒（Virginia Shaler）－《迷失的邊界（英语：Lost Boundaries）》
- 最佳女演員獎：伊薩·米蘭達－《馬拉帕加之牆（英语：The Walls of Malapaga）》
- 最佳男演員獎：愛德華·羅賓遜－《陌生人的房子（英语：House of Strangers）》
- 最佳攝影獎：《米爾頓·克拉斯納（英语：Milton R. Krasner）》－《站起來（英语：The Set-Up (1949 film)）》

短片
- 最佳學科獎：《世界上只有一個人》－阿斯翠·亨寧·詹森（英语：Astrid Henning-Jensen）
- 最佳剪輯獎：《太平洋231（英语：Pacific 231）》－吉恩·米特里（英语：Jean Mitry）
- 最佳電影報導獎：《海豹島》－詹姆斯·阿爾加
- 最佳攝影獎：《白色紅色》－斯坦尼斯瓦夫·莫日登斯基（波兰语：Stanisław Możdżeński）
- 最佳彩色電影獎：《中世紀影像》－威廉·諾維克（William Novik）

### 獨立單位獎項
費比西獎
- 《站起來（英语：The Set-Up (1949 film)）》－勞勃·懷斯

## 其他媒體
- British Pathé: Cannes Film Festival 1949 footage （页面存档备份，存于）
- Institut National de l'Audiovisuel: Opening of the 1949 Festival （页面存档备份，存于） (commentary in French)
- INA: 1949 - Fireworks at the Eden Roc （页面存档备份，存于） (commentary in French)

## 外部連結
- 1949 Cannes Film Festival (web.archive)
- Official website Retrospective 1949 的存檔，存档日期2019-04-06.
- Cannes Film Festival Awards for 1949 （页面存档备份，存于） at Internet Movie Database